# 北区立桐ケ丘中学校
北区立桐ケ丘中学校（きたくりつ きりがおかちゅうがっこう）は東京都北区桐ケ丘二丁目6-11に所在する公立中学校。

## 概要
2006年4月1日に「北区立北中学校」と「北区立赤羽台中学校」が統合して開校。
6月10日を開校記念日とする。

## 沿革

### 年表
- 2006年（平成18年）4月 - 開校。この時点で、校舎は、旧赤羽台中学校の施設を使用。
- 2010年（平成22年）4月 - 校舎が、現在地に移転。

## 所在地
- 東京都北区桐ケ丘二丁目6番11号

## 交通
国際興業バス桐ヶ丘循環
桐ケ丘分室 下車

## 歴代校長
- 初代 - 佐々木繁男
- 2代 - 永嶋昌博
- 3代 - 千葉千恵
- 4代 - 綿貫正人

## 歴代副校長
- 初代 - 永嶋昌博
- 2代 - 矢内隆

## 主な出身者
- 西村博之 - 2ちゃんねる開設者。

## 教育目標
人間性豊かで、創造的精神に富み、社会の変化に対応できる国民を育成するために次の目標 (ICC) を設定する。
- 自立 (Independence)
- 協力 (Cooperation)
- 創造 (Creation)